# Cannobio
Ne doit pas être confondu avec Canobbio en Suisse.
Cannobio est une commune de la province du Verbano-Cusio-Ossola dans la région Piémont en Italie située sur la côte occidentale du lac Majeur.
Du port de Cannobio, il est possible de joindre Luino sur le côté est du lac, ainsi que les autres villes du lac.

## Géographie
La ville est située dans une petite vallée traversée par la rivière Cannobine, d’où vient son nom. Cannobio est la première ville sur le bord ouest du lac Majeur au sud de la frontière avec la Suisse. Le saint patron de la ville est saint Victor.

## Histoire
Cannobio existait déjà à l’époque romaine et était probablement un village fortifié durant les invasions barbares. Cela est démontré par des sépultures retrouvés entre le XVIe siècle et le XVIIe siècle au niveau de l'actuelle Via Campo Rezio. De l'époque romaine, on a retrouvé des tombes romaines du IIe siècle, une nécropole retrouvée au siècle dernier à Gurro. Des découvertes similaires ont été faites à Finero.
La mention la plus ancienne date de 864. Après l'annexion du Nord de l'Italie et des vallées alpines à l'Empire romain (Ier siècle apr. J.-C.), Cannobio a sûrement été un centre commercial et stratégique ainsi que le siège d'une flotte sur le lac.
On peut reconnaître le modèle de la cité romaine grâce à la présence d'un cardo maximus et du decumanus, typique du camp romain entre la via Antonio Giovanola et le Campo Rezio où se trouvait la résidence du commandant de la garnison. 
On ne sait pas exactement ce qui est arrivé à la ville durant la Chute de l'Empire romain mais on pense que la zone n'a pas été affectée par les grandes invasions barbares venant du nord mais au contraire d'autres zones d'Italie.
Durant l'époque lombarde, la ville était une cour : un document de 929 la décrit comme un centre fortifié doté d'un château. La paroisse de Cannobio comprenait aussi la vallée de Cannobio, Brissago et une partie de la rive orientale du Lac jusqu'à la Vallée Veddasca. Elle fut donnée à l'abbaye Saint-Pierre de Breme, comme mentionnée dans le Chronicon novaliciense, par un certain comte Sansone qui décida d'entrer dans la vie monastique.
Le village obtient le statut de commune libre au XIIe siècle.

## Administration
| Période                                  | Période | Identité | Étiquette | Qualité |
| ---------------------------------------- | ------- | -------- | --------- | ------- |
|                                          |         |          |           |         |
| Les données manquantes sont à compléter. |         |          |           |         |

### Villages et hameaux
Différents villages et hameaux font partie de la commune de Cannobio : Carmine Superiore, Carmine Inferiore, Traffiume, Socragno, Soccragio, Sant’Agata, Spasu, Formine, Cinzago, Lignago, Campeglio, Pianoni, Marchile, Ronco

### Communes limitrophes
Brissago-Valtravaglia, Cannero Riviera, Cavaglio-Spoccia, Falmenta, Luino, Maccagno, Trarego Viggiona, Tronzano Lago Maggiore

## Personnalités
- Ettore Rota (1883-1958), historien, professeur d'université et écrivain italien, est mort à Cannobio.

## Annexe